# Missery
Missery é uma comuna francesa na região administrativa da Borgonha-Franco-Condado, no departamento de Côte-d'Or. Estende-se por uma área de 9,55 km². Em 2010 a comuna tinha 106 habitantes (densidade: 11,1 hab./km²).